# Andaspis antidesmae
Andaspis antidesmae är en insektsart som beskrevs av Rao in Rao och Ferris 1952. Andaspis antidesmae ingår i släktet Andaspis och familjen pansarsköldlöss.
Artens utbredningsområde är Sri Lanka. Inga underarter finns listade i Catalogue of Life.